# Sjuchovtornet

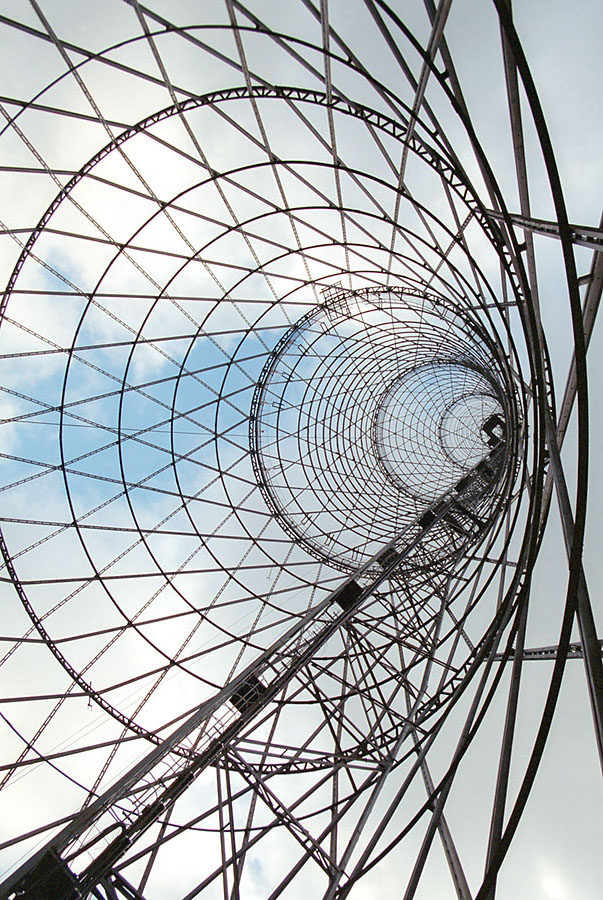
Sjuchovtornet, Moskva

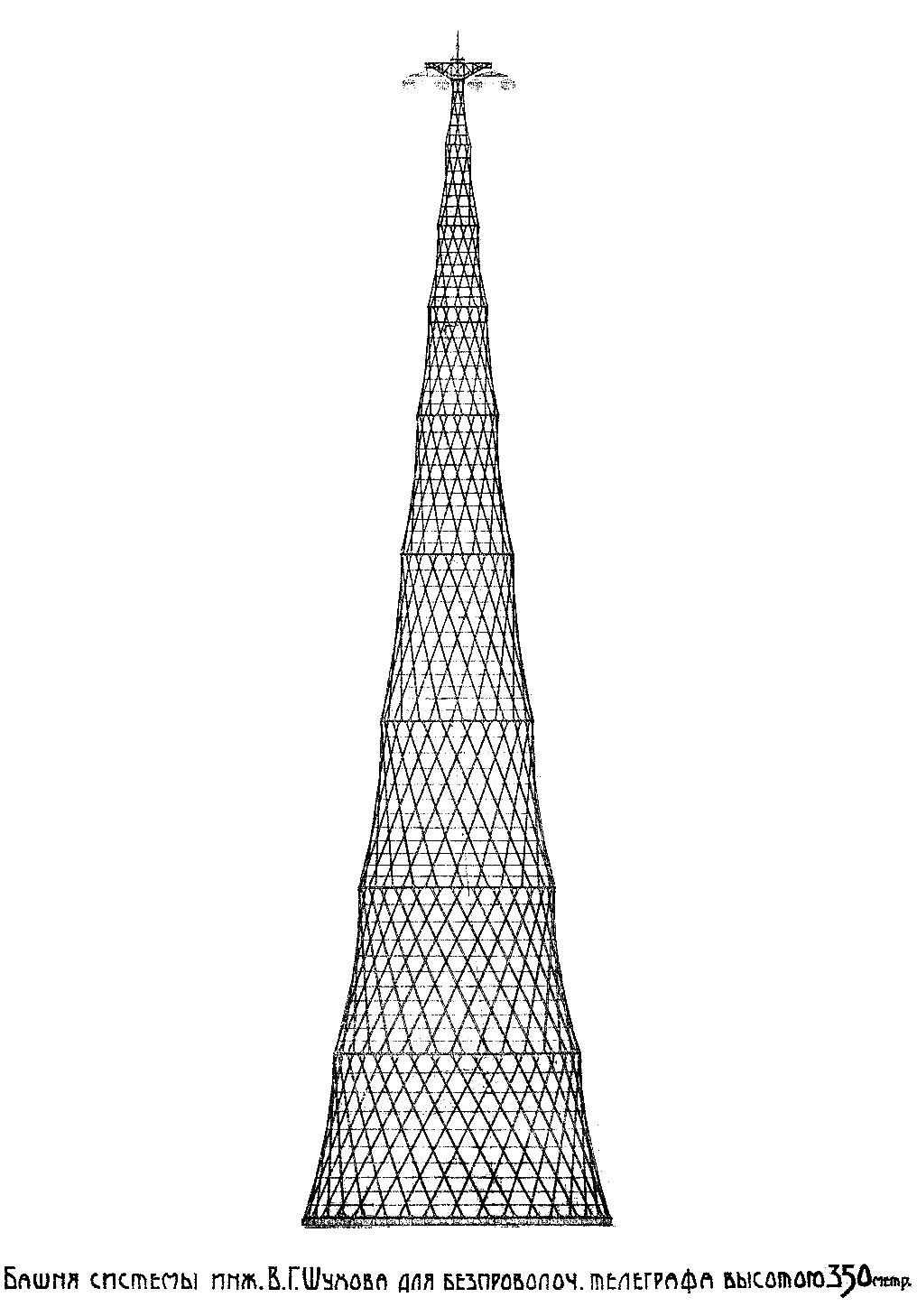
Det första projekt av ett nätliknande torn som skulle vara 350 meter högt, 1919

Sjuchovtornet är Moskvas första radio- och TV-torn, uppfört 1922. Tornet är en unik hyperboloidisk trådstrukturskonstruktion i metall och är beläget i Moskvas södra del. Det är 150 meter högt och väger 220 ton. Det ritades av den ryske ingenjören Vladimir Sjuchov. Tornet är lätt och luftigt, men utomordentligt stabilt. Än idag anses det vara en förebild för unga arkitekter. Idag[när?] reser man dylika torn i Japan, Storbritannien och Schweiz. Kina har även börjat bygga en förstorad kopia av Sjuchovtornet.
År 1919 fattade bolsjevikregeringen ett beslut om att bygga ett radiotorn i Moskva. Ingenjören Sjuchov föreslog först ett projekt av ett nätliknande torn som skulle vara 350 meter högt. Sovjetunionen var då mitt uppe i ett inbördeskrig, och det rådde en akut metallbrist i landet. Då utarbetade Sjuchov ett annat projekt. Han lyckades klara av de hårda byggförhållandena, och tornet blev 150 meter högt.
I början användes Sjuchovtornet för radiosändningar, men år 1937 började även en rad TV-program att sändas härifrån. Sjuchovtornet användes som TV-mast fram till slutet av 1960-talet, då Ostankinotornet byggdes i norra Moskva. År 2000 bröt en allvarlig brand ut i TV-centret i Ostankino, och en del av TV-utrustningen flyttades tillbaka till Sjuchovtornet.
Sjuchovtornet räknas som ett arkitektoniskt mästerverk. Många har jämfört det med det berömda Eiffeltornet i Paris. De två tornen är dock helt olika. Gustave Eiffel använde sig av brolika strukturer, som är massiva, tunga, solida och stabila. Sjuchov hade en helt annan uppgift, nämligen att bygga ett maximalt högt flexibelt torn av så lite metall som möjligt för snabbt att kunna påbörja radiosändningar.
Konstruktionen hade inte underhållits på många år och tornet hotades under en tid av rivning. 2014 förklarades emellertid byggnaden som ett kulturarv som gör att byggnaden inte längre är hotad av rivning, flytt eller modifiering.

## Fotogalleri

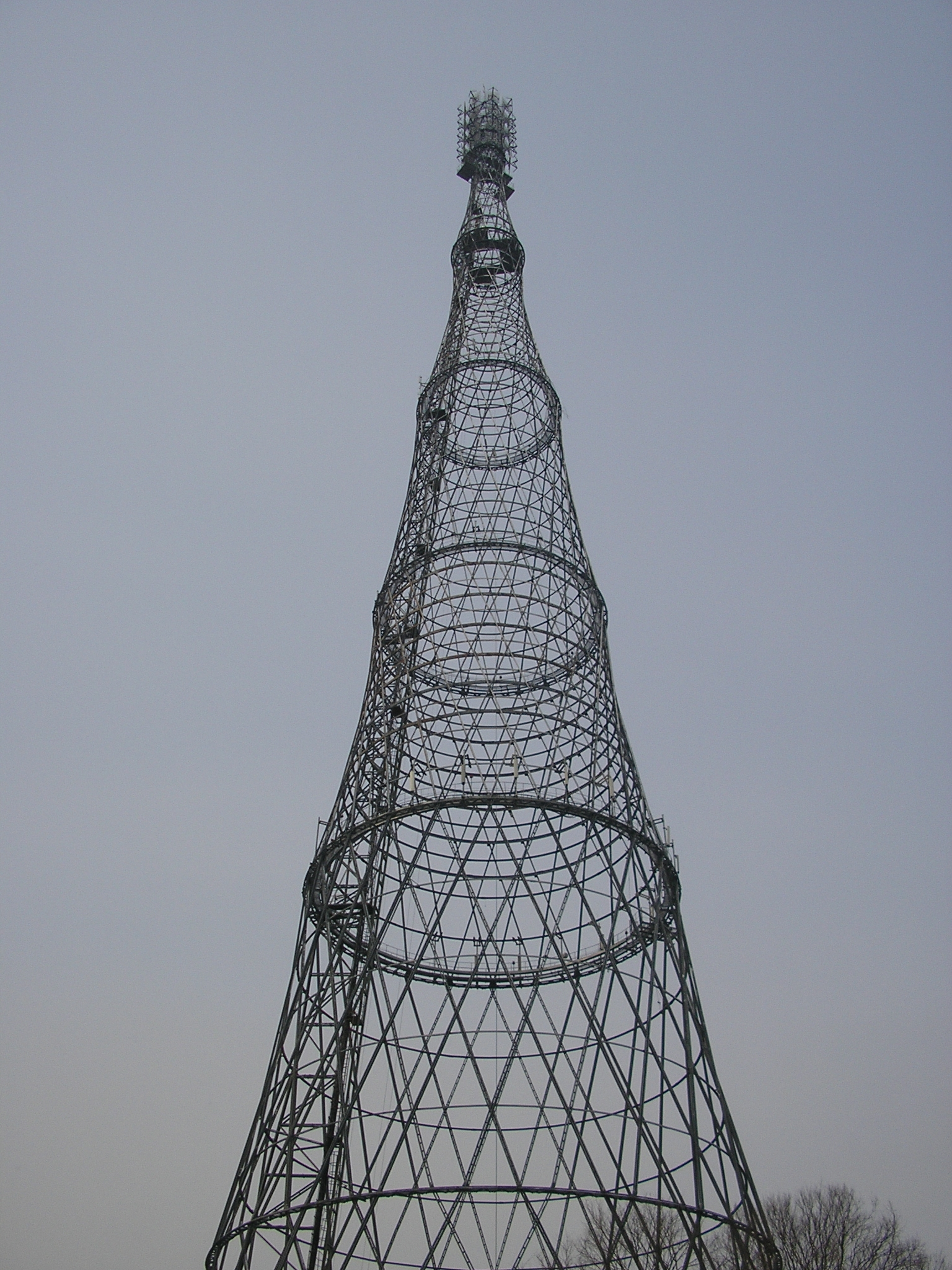
Sjuchovtornet
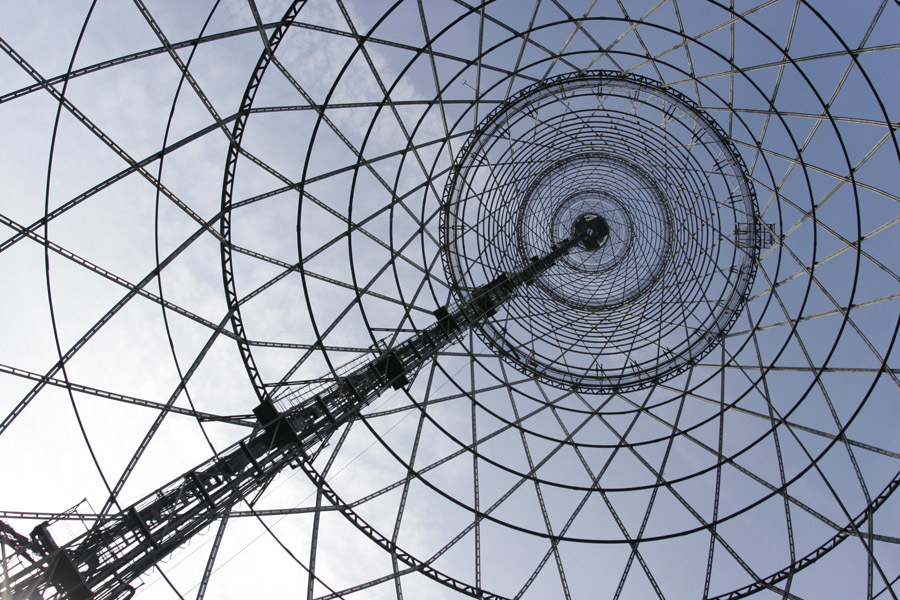
Sjuchovtornets interiör
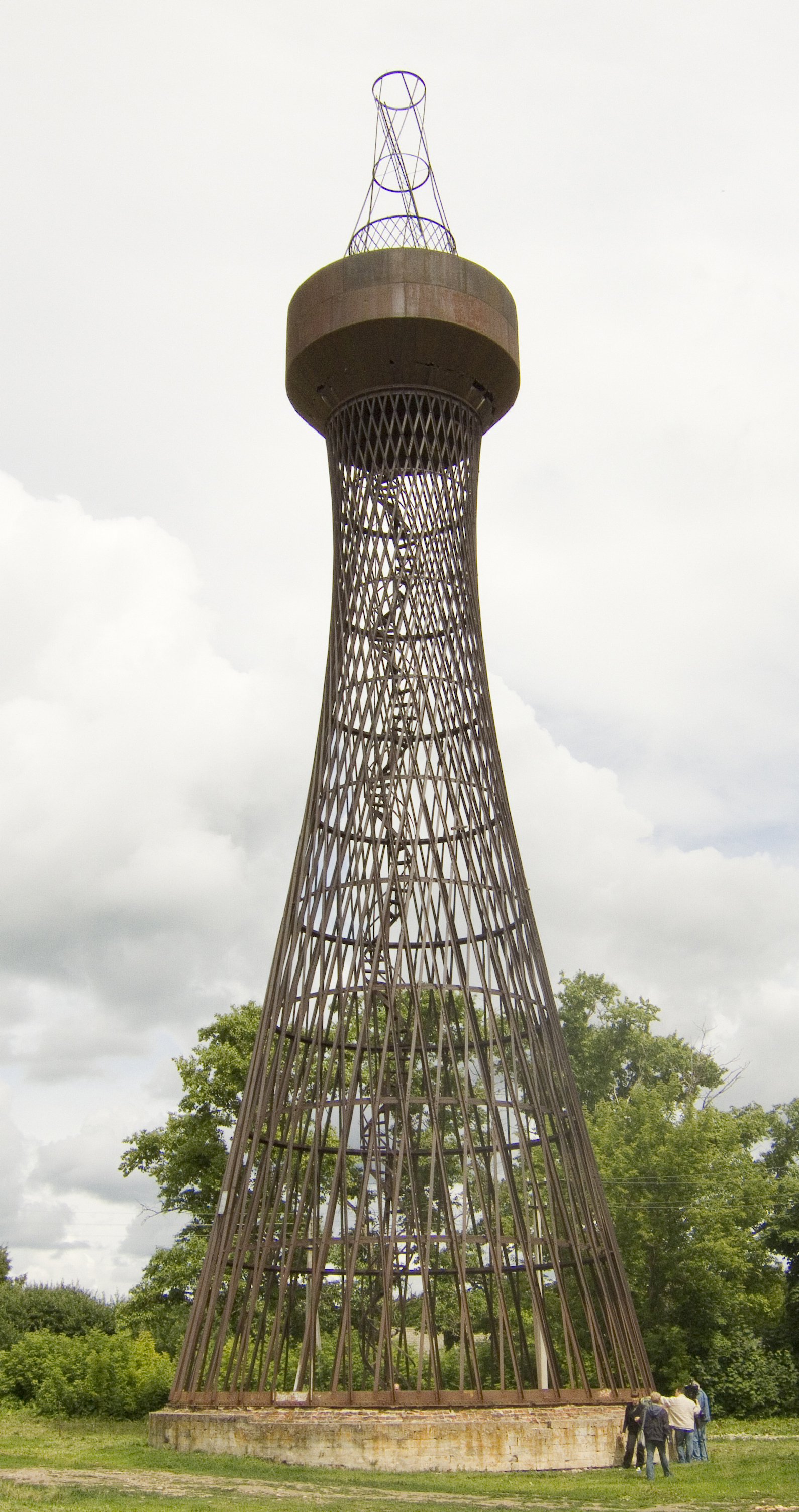
1 Sjuchovtornet